# Imbrius subargenteus
Imbrius subargenteus là một loài bọ cánh cứng trong họ Cerambycidae.